# BJ the Chicago Kid

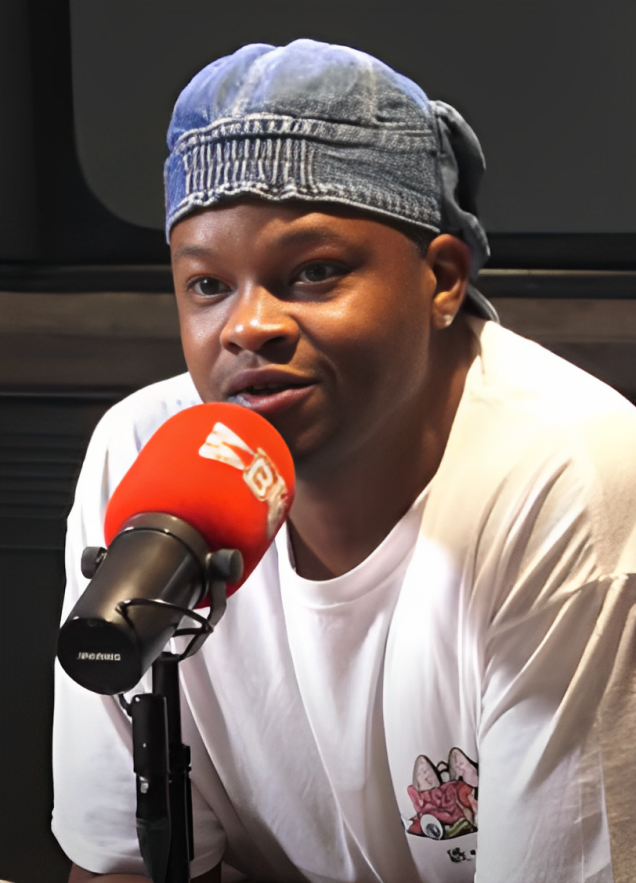
BJ the Chicago Kid

BJ the Chicago Kid (* 23. November 1984 in Chicago, Illinois; eigentlich Bryan James Sledge) ist ein US-amerikanischer R&B-Musiker.

## Karriere
Bryan James Sledge wuchs in seiner Geburtsstadt Chicago auf. Seine Eltern waren Kirchenchorleiter im Süden der Stadt. Mit 19 Jahren ging er nach Los Angeles, wo er zunächst als Background- und Studiosänger arbeitete. Unter anderem war er für Mary Mary und für Stevie Wonder bei dessen Single A Time to Love tätig. 2006 wurde er unter dem Kürzel BJ als Gastsänger bei Impossible von Kanye West geführt, das ein kleinerer R&B-Hit war. Des Weiteren war er auch als Songwriter von R&B- und Gospelsongs unter anderem für Lalah Hathaway tätig.
Seine erste größere Soloveröffentlichung als BJ the Chicago Kid war 2012 das Album Pineapple Now-Laters, auf dem Kendrick Lamar bei zwei Songs vertreten war. Es verhalf ihm zu einem Plattenvertrag mit Motown und zur ersten Singleveröffentlichung Good Luv’n. 2014 veröffentlichte er das Mixtape The M.A.F.E. Project. Zweimal kam es in diesem Jahr außerdem zur Zusammenarbeit mit Schoolboy Q: einmal bei der eigenen zweiten Single It’s True und dann bei Studio, einem Track von Schoolboy Qs Nummer-eins-Album Oxymoron. Der Song erreichte Platz 10 der Hip-Hop-/R&B-Charts und Platz 38 der offiziellen Charts und wurde bei den Grammy Awards 2015 für eine Rap-Auszeichnung nominiert.
Es folgten weitere Singles unter anderem mit Chance the Rapper und OG Maco und Beteiligungen unter anderem am Album Compton von Dr. Dre und dem Debütalbum B4.DA.$$ von Joey Bada$$. Im Februar 2016 erschien BJs zweites Album In My Mind. Es kam auf Platz 4 der R&B-Charts und stieg auf Platz 43 der Billboard 200 ein. Drei Grammy-Nominierungen gab es für das Album und die beiden Songs Turnin’ Me Up und Woman’s World, er konnte aber keine Auszeichnung gewinnen.
Im Juli 2019 veröffentlichte BJ the Chicago Kid sein drittes Album 1123.

## Diskografie
Alben
- Pineapple Now-Laters (2012)
- A Soulful Christmas (EP, 2013)
- In My Mind (2016)
- 1123 (2019)

Singles
- Good Luv’n (2012)
- It’s True (featuring Schoolboy Q, 2014)
- That Girl (featuring OG Maco, 2015)
- Church (featuring Chance the Rapper & Buddy, 2015)
- The Resume (featuring Big K.R.I.T., 2015)
- Woman’s World (2016)
- Turnin’ Me Up (2016)
- The New Cupid (featuring Kendrick Lamar, 2016)

Gastbeiträge
- Impossible / Kanye West featuring Twista, Keyshia Cole & BJ (2006)
- Studio / Schoolboy Q featuring BJ the Chicago Kid (2014)
- Forever Black America Again / Common featuring Gucci Mane, Pusha T & BJ the Chicago Kid (2016)
- Wishing For a Hero / Polo G featuring BJ the Chicago Kid (2020, US: Gold)